# Isotoma fluviatilis
Isotoma fluviatilis là loài thực vật có hoa trong họ Hoa chuông. Loài này được (R.Br.) F.Muell. ex Benth. mô tả khoa học đầu tiên năm 1868.